# Amblychilepas omicron
Amblychilepas omicron is een slakkensoort uit de familie van de Fissurellidae. De wetenschappelijke naam van de soort is voor het eerst geldig gepubliceerd in 1864 door Crosse & P. Fischer.